# Piemonte Volley 2005-2006
Questa voce raccoglie le informazioni riguardanti il Piemonte Volley nelle competizioni ufficiali della stagione 2005-2006.

## Stagione
La stagione 2005-06 è per il Piemonte Volley, sponsorizzato dalla Brebanca e dalla Lannutti SPA, la sedicesima consecutiva in Serie A1; confermato l'allenatore Silvano Prandi, la formazione titolare non subisce grandi variazioni rispetto alla stagione precedente, con due soli cambi di rilievo: al centro arriva Paolo Cozzi mentre per il ruolo di opposto viene scelto il nazionale brasiliano Anderson Rodrigues.
Il girone di andata del campionato viene chiuso al secondo posto, con nove vittorie e quattro sconfitte, alle spalle della Sisley Volley: il piazzamento consente alla squadra di qualificarsi alla Coppa Italia; nel girone di ritorno il Piemonte Volley perde due posizioni, chiudendo il campionato al quarto posto ma qualificandosi comunque per i play-off scudetto. Nei quarti di finale incontra la Pallavolo Piacenza e la elimina in tre partite, ribaltando l'iniziale vittoria degli emiliani con due vittorie, una in trasferta e una in casa; il cammino si interrompe nella semifinale, che vede vincente l'Associazione Sportiva Volley Lube grazie a tre vittorie sui cinque incontri disputati.
Il secondo posto nel girone di andata della Serie A1 2005-06 consente al Piemonte Volley di partecipare alla Coppa Italia; nei quarti di finale, disputati sul campo neutro di Bassano del Grappa, vince contro la Callipo Sport per 3-0 e si qualifica alla Final Four di Forlì: nelle semifinali elimina il Trentino Volley con il punteggio di 3-0, mentre in finale batte la Pallavolo Piacenza per 3-1, conquistando il trofeo per la quarta volta e ottenendo il diritto a disputare l'European Champions League 2007-08.

## Organigramma societario
Area direttiva
- Presidente: Valter Lannutti
- General manager: Marco Pistolesi
- Responsabile amministrativo: Giuliano Milanesio
- Staff amministrativo: Grazia Conversa

Area organizzativa
- Segreteria generale: Giusy Bertolotto

Area tecnica
- Allenatore: Silvano Prandi
- Allenatore in seconda: Camillo Placì
- Assistente allenatori: Paolo Sgandurra
- Scoutman: Matteo Levratto
- Responsabile settore giovanile: Enzo Prandi

Area comunicazione
- Addetto stampa: Daniela Groppi
- Relazioni esterne: Bruno Lubatti

Area marketing
- Responsabile marketing: Mattia Marenco
- Responsabile rapporti sponsor: Sabina Ravasi

Area sanitaria
- Medico: Stefano Carando, Emilio Lucidi
- Fisioterapista: Gabriele Bramard, Pierpaolo Longo
- Preparatore atletico: Danilo Bramard

## Rosa
| N° | Nome               | Ruolo | Data di nascita   | Nazionalità sportiva |
| -- | ------------------ | ----- | ----------------- | -------------------- |
| 1  | Wout Wijsmans      | S     | 17 luglio 1977    | Belgio               |
| 2  | Manuel Coscione    | P     | 29 gennaio 1980   | Italia               |
| 4  | Simone Bendandi    | P     | 7 agosto 1976     | Italia               |
| 5  | Igor Omrčen        | C     | 26 settembre 1980 | Croazia              |
| 6  | Daniele Vergnaghi  | L     | 16 settembre 1972 | Italia               |
| 7  | Gilberto de Godoy  | S     | 23 dicembre 1976  | Brasile              |
| 9  | Matteo Martino     | S     | 28 gennaio 1987   | Italia               |
| 10 | Valerio Curti      | C     | 10 novembre 1978  | Italia               |
| 11 | Iacopo Botto       | S     | 22 settembre 1987 | Italia               |
| 12 | Sandro Fabbiani    | S/O   | 20 ottobre 1978   | Italia               |
| 13 | Paolo Cozzi        | C     | 26 maggio 1980    | Italia               |
| 16 | Peter Pláteník     | S     | 16 marzo 1981     | Rep. Ceca            |
| 18 | Anderson Rodrigues | S/O   | 21 maggio 1974    | Brasile              |

## Mercato
| Acquisti | Acquisti           | Acquisti        | Acquisti   |
| R.       | Nome               | da              | Modalità   |
| -------- | ------------------ | --------------- | ---------- |
| S        | Iacopo Botto       | Busca           | giovanili  |
| C        | Paolo Cozzi        | Daytona         | definitivo |
| C        | Valerio Curti      | Cagliari        | definitivo |
| S/O      | Sandro Fabbiani    | Olimpia Bergamo | definitivo |
| S        | Matteo Martino     | Busca           | giovanili  |
| S        | Peter Pláteník     | Panathīnaïkos   | definitivo |
| S/O      | Anderson Rodrigues | Piacenza        | definitivo |

| Cessioni | Cessioni         | Cessioni          | Cessioni   |
| R.       | Nome             | a                 | Modalità   |
| -------- | ---------------- | ----------------- | ---------- |
| S        | Björn Andrae     | Padova            | definitivo |
| C        | Maikel Cardona   | Piacenza          | definitivo |
| S/O      | Stefano Moro     | API Verona        | definitivo |
| C        | Marco Parma      | ADMO              | definitivo |
| S/O      | Mattia Rosso     | La Fenice Isernia | prestito   |
| S        | Guillaume Samica | Stade Poitevin    | definitivo |

## Risultati

### Serie A1

#### Girone di andata
| 1ª giornata - 25 settembre 2005 Palasport di San Rocco Castagnaretta, Cuneo | Piemonte          | 3 - 1 | Perugia    | 16-25, 25-20, 25-20, 25-21        |
| 2ª giornata - 2 ottobre 2005 PalaBianchini, Latina                          | Top Volley Latina | 3 - 2 | Piemonte   | 22-25, 20-25, 25-22, 25-22, 15-13 |
| 3ª giornata - 8 ottobre 2005 Palasport di San Rocco Castagnaretta, Cuneo    | Piemonte          | 2 - 3 | Treviso    | 19-25, 17-25, 25-21, 31-29, 13-15 |
| 4ª giornata - 13 ottobre 2005 PalaValentia, Vibo Valentia                   | Callipo           | 1 - 3 | Piemonte   | 28-26, 17-25, 20-25, 21-25        |
| 5ª giornata - 16 ottobre 2005 Palasport di San Rocco Castagnaretta, Cuneo   | Piemonte          | 3 - 1 | Lube       | 25-22, 23-25, 25-21, 25-17        |
| 6ª giornata - 23 ottobre 2005 Palazzetto dello Sport, San Miniato           | Lupi Santa Croce  | 1 - 3 | Piemonte   | 21-25, 25-22, 18-25, 19-25        |
| 7ª giornata - 30 ottobre 2005 Palasport di San Rocco Castagnaretta, Cuneo   | Piemonte          | 3 - 1 | Cagliari   | 22-25, 25-20, 25-14, 25-19        |
| 8ª giornata - 6 novembre 2005 PalaTrento, Trento                            | Trentino          | 2 - 3 | Piemonte   | 25-20, 18-25, 14-25, 25-21, 12-15 |
| 9ª giornata - 13 novembre 2005 Palasport di San Rocco Castagnaretta, Cuneo  | Piemonte          | 2 - 3 | Modena     | 20-25, 23-25, 25-20, 25-20, 18-20 |
| 10ª giornata - 5 dicembre 2005 PalaFabris, Padova                           | Padova            | 3 - 1 | Piemonte   | 29-31, 25-22, 25-22, 25-18        |
| 11ª giornata - 11 dicembre 2005 Palasport di San Rocco Castagnaretta, Cuneo | Piemonte          | 3 - 1 | API Verona | 25-15, 25-21, 22-25, 26-24        |
| 12ª giornata - 18 dicembre 2005 PalaBanca, Piacenza                         | Piacenza          | 0 - 3 | Piemonte   | 25-27, 21-25, 27-29               |
| 13ª giornata - 26 dicembre 2005 Palasport di San Rocco Castagnaretta, Cuneo | Piemonte          | 3 - 0 | Gabeca     | 25-21, 25-21, 25-23               |

#### Girone di ritorno
| 14ª giornata - 8 gennaio 2006 PalaEvangelisti, Perugia                      | Perugia    | 3 - 0 | Piemonte          | 25-20, 26-24, 27-25               |
| 15ª giornata - 16 gennaio 2006 Palasport di San Rocco Castagnaretta, Cuneo  | Piemonte   | 3 - 0 | Top Volley Latina | 25-20, 25-18, 25-18               |
| 16ª giornata - 21 gennaio 2006 PalaVerde, Villorba                          | Treviso    | 3 - 2 | Piemonte          | 25-14, 25-23, 25-27, 18-25, 15-12 |
| 17ª giornata - 2 febbraio 2006 Palasport di San Rocco Castagnaretta, Cuneo  | Piemonte   | 3 - 2 | Callipo           | 25-22, 23-25, 25-19, 22-25, 15-13 |
| 18ª giornata - 5 febbraio 2006 PalaFontescodella, Macerata                  | Lube       | 3 - 1 | Piemonte          | 25-21, 25-21, 16-25, 31-29        |
| 19ª giornata - 12 febbraio 2006 Palasport di San Rocco Castagnaretta, Cuneo | Piemonte   | 3 - 0 | Lupi Santa Croce  | 25-21, 25-20, 25-18               |
| 20ª giornata - 19 febbraio 2006 PalaRockefeller, Cagliari                   | Cagliari   | 2 - 3 | Piemonte          | 27-29, 27-25, 25-23, 22-25, 12-15 |
| 21ª giornata - 27 febbraio 2006 Palasport di San Rocco Castagnaretta, Cuneo | Piemonte   | 3 - 1 | Trentino          | 25-20, 32-30, 22-25, 25-16        |
| 22ª giornata - 6 marzo 2006 PalaPanini, Modena                              | Modena     | 3 - 0 | Piemonte          | 25-22, 25-18, 25-19               |
| 23ª giornata - 12 marzo 2006 Palasport di San Rocco Castagnaretta, Cuneo    | Piemonte   | 3 - 2 | Padova            | 22-25, 24-26, 25-23, 25-23, 20-18 |
| 24ª giornata - 19 marzo 2006 PalaOlimpia, Verona                            | API Verona | 0 - 3 | Piemonte          | 15-25, 17-25, 30-32               |
| 25ª giornata - 26 marzo 2006 Palasport di San Rocco Castagnaretta, Cuneo    | Piemonte   | 3 - 2 | Piacenza          | 25-27, 25-21, 20-25, 25-19, 18-16 |
| 26ª giornata - 2 aprile 2006 PalaGeorge, Montichiari                        | Gabeca     | 3 - 2 | Piemonte          | 25-23, 23-25, 25-23, 21-25, 15-9  |

#### Play-off scudetto
| Quarti di finale (gara 1) - 8 aprile 2006 Palasport di San Rocco Castagnaretta, Cuneo  | Piemonte | 1 - 3 | Piacenza | 21-25, 18-25, 25-21, 22-25        |
| Quarti di finale (gara 2) - 14 aprile 2006 PalaBanca, Piacenza                         | Piacenza | 1 - 3 | Piemonte | 31-33, 25-19, 19-25, 29-31        |
| Quarti di finale (gara 3) - 18 aprile 2006 Palasport di San Rocco Castagnaretta, Cuneo | Piemonte | 3 - 2 | Piacenza | 23-25, 21-25, 25-22, 25-19, 16-14 |
| Semifinali (gara 1) - 23 aprile 2006 PalaRossini, Ancona                               | Lube     | 3 - 1 | Piemonte | 24-26, 25-17, 28-26, 25-20        |
| Semifinali (gara 2) - 26 aprile 2006 Palasport di San Rocco Castagnaretta, Cuneo       | Piemonte | 3 - 2 | Lube     | 25-23, 15-25, 25-21, 23-25, 15-13 |
| Semifinali (gara 3) - 29 aprile 2006 PalaRossini, Ancona                               | Lube     | 3 - 1 | Piemonte | 25-17, 25-22, 32-34, 25-22        |
| Semifinali (gara 4) - 2 maggio 2006 Palasport di San Rocco Castagnaretta, Cuneo        | Piemonte | 3 - 2 | Lube     | 25-19, 25-16, 22-25, 28-30, 15-10 |
| Semifinali (gara 5) - 5 maggio 2006 PalaBaldinelli, Osimo                              | Lube     | 3 - 1 | Piemonte | 25-19, 15-25, 25-23, 25-17        |

### Coppa Italia

#### Fase a eliminazione diretta
| Quarti di finale - 25 gennaio 2006 PalaBassano, Bassano del Grappa | Piemonte | 3 - 0 | Callipo  | 27-25, 25-22, 25-20        |
| Semifinali - 28 gennaio 2006 PalaCredito di Romagna, Forlì         | Piemonte | 3 - 0 | Trentino | 25-21, 25-17, 25-23        |
| Finale - 29 gennaio 2006 PalaCredito di Romagna, Forlì             | Piemonte | 3 - 1 | Piacenza | 25-23, 19-25, 25-18, 25-19 |

## Statistiche

### Statistiche di squadra
| Competizione | Punti | In casa | In casa | In casa | In trasferta | In trasferta | In trasferta | Totale | Totale | Totale |
| Competizione | Punti | G       | V       | P       | G            | V            | P            | G      | V      | P      |
| ------------ | ----- | ------- | ------- | ------- | ------------ | ------------ | ------------ | ------ | ------ | ------ |
| Serie A1     | 51    | 17      | 14      | 3       | 17           | 7            | 10           | 34     | 21     | 13     |
| Coppa Italia | -     | -       | -       | -       | -            | -            | -            | 3      | 3      | 0      |
| Totale       | -     | 17      | 14      | 3       | 17           | 7            | 10           | 37     | 24     | 13     |

G = partite giocate; V = partite vinte; P = partite perse

### Statistiche dei giocatori
| Giocatore    | Serie A1 | Serie A1 | Serie A1 | Serie A1 | Serie A1 | Coppa Italia | Coppa Italia | Coppa Italia | Coppa Italia | Coppa Italia | Totale | Totale | Totale | Totale | Totale |
| Giocatore    | P        | PT       | AV       | MV       | BV       | P            | PT           | AV           | MV           | BV           | P      | PT     | AV     | MV     | BV     |
| ------------ | -------- | -------- | -------- | -------- | -------- | ------------ | ------------ | ------------ | ------------ | ------------ | ------ | ------ | ------ | ------ | ------ |
| S. Bendandi  | 11       | 1        | 0        | 1        | 0        | -            | -            | -            | -            | -            | 11     | 1      | 0      | 1      | 0      |
| M. Coscione  | 34       | 68       | 29       | 29       | 10       | 3            | 9            | 3            | 5            | 1            | 37     | 77     | 32     | 34     | 11     |
| P. Cozzi     | 32       | 203      | 138      | 58       | 7        | 3            | 20           | 10           | 9            | 1            | 35     | 223    | 148    | 67     | 8      |
| V. Curti     | 23       | 77       | 55       | 20       | 2        | 0            | 0            | 0            | 0            | 0            | 23     | 77     | 55     | 20     | 2      |
| S. Fabbiani  | 20       | 40       | 29       | 6        | 5        | 1            | 2            | 2            | 0            | 0            | 21     | 42     | 31     | 6      | 5      |
| G. de Godoy  | 33       | 448      | 395      | 35       | 18       | 3            | 34           | 30           | 3            | 1            | 36     | 482    | 425    | 38     | 19     |
| M. Martino   | 4        | 1        | 1        | 0        | 0        | 0            | 0            | 0            | 0            | 0            | 4      | 1      | 1      | 0      | 0      |
| I. Omrčen    | 34       | 420      | 301      | 72       | 47       | 3            | 31           | 20           | 9            | 2            | 37     | 451    | 321    | 81     | 49     |
| P. Pláteník  | 25       | 105      | 85       | 14       | 6        | 1            | 1            | 1            | 0            | 0            | 26     | 106    | 86     | 14     | 6      |
| A. Rodrigues | 33       | 446      | 370      | 31       | 45       | 3            | 35           | 28           | 0            | 7            | 36     | 474    | 398    | 31     | 52     |
| D. Vergnaghi | 33       | -        | -        | -        | -        | 3            | -            | -            | -            | -            | 36     | -      | -      | -      | -      |
| W. Wijsmans  | 32       | 537      | 452      | 35       | 50       | 3            | 48           | 43           | 2            | 3            | 35     | 585    | 495    | 37     | 53     |